# 성남중학교 (서울)
성남중학교(城南中學校)는 대한민국 서울특별시 동작구 대방동에 위치한 사립 중학교이다.

## 학교 연혁
- 1933년 4월 1일 : 이태원 보통학교 창립
- 1936년 6월 1일 : 이태원보통학원 인가, 원윤수 선생 학교장 취임
- 1938년 1월 10일 : 재단법인 원석학원 창립, 설립자 원윤수, 김석원
- 1938년 1월 10일 : 설립자 원윤수 선생 재단이사장 취임
- 1938년 4월 25일 : 성남중학교 개교-2학급, 120명
- 1940년 4월 1일 : 대방동 신축 교사로 이동
- 1945년 10월 1일 : 설립자 김석원 장군 재단이사장 겸 학교장에 취임
- 1952년 4월 1일 : 성남중(1~3학년), 고등학교(4~6학년) 병설(1952년 성남중학교 제1회 졸업생 배출)
- 1954년 3월 1일 : 제1대 한백호 선생 교장 취임
- 1969년 3월 1일 : 성남고등학교-성남중학교 분리
- 2011년 11월 11일 : 밀레니엄홀 개관
- 2020년 4월 21일 : 원승욱 이사 이사장 취임
- 2022년 1월 7일 : 제70회 졸업식 거행
- 2022년 3월 1일 : 제16대 전범수 선생 교장 취임

## 참고 자료
- 성남중학교 - 한국교육학술정보원 학교알리미

## 근접한 학교
- 서울성남고등학교